# Chang Chen
Dans ce nom chinois, le nom de famille, Chang, précède le nom personnel.
Chang Chen (chinois traditionnel : 張震 ; pinyin : Zhāng Zhèn) est un acteur taïwanais, né à Taipei le 14 octobre 1976. Son nom est parfois écrit dans l'ordre occidental (Chen Chang).
Il est le fils de l'acteur Zhang Guozhu.
Il est l'égérie des marques Lacoste et Yamaha.
En 2018 il est membre du jury de deux grands festivals : le Festival de Cannes, et le Festival international du film de Shanghai.

## Filmographie

### Cinéma
- 1991 : A Brighter Summer Day d'Edward Yang : Xiao Si'r
- 1996 : Mahjong d'Edward Yang: Hong Kong
- 1997 : Happy Together de Wong Kar-wai:  Chang
- 2000 : Tigre et Dragon d'Ang Lee : Lo / Luo Xiao Hu
- 2000 : Flyin' Dance de Gwok Chu Gam : Choi
- 2001 : Betelnut Beauty de Lin Cheng-sheng : Feng
- 2001 : Chinese Odyssey 2002 de Jeffrey Lau : l'empereur Zheng De
- 2003 : Sound of Colors (Dei ha tit) de Joe Ma : Zhong CHeng
- 2004 : 2046 de Wong Kar-wai : le petit ami de Mimi / Lulu
- 2004 : Eros, segment La Main (The Hand) de Wong Kar-wai : Zhang
- 2005 : Three Times de Hou Hsiao-hsien : Chen (1966) / Mr. Chang (1911) / Zhen (2005)
- 2006 : Soie (Silk) de Su Chao-bin : Tung ye, l'inspecteur taïwanais
- 2006 : The Go Master (Wu Qingyuan) de Tian Zhuangzhuang : Wu Qingyuan
- 2007 : Souffle de Kim Ki-duk : Jang Jin
- 2007 : Blood Brothers (Tian tang kou) d'Alexi Tan : Mark
- 2007 : Into the Faraway Sky (Tôku no sora ni kieta) d'Isao Yukisada : Amiral Smith
- 2008 : Parking de Chung Mong-hong : Chen Mo
- 2008 : Missing (Sam hoi tsam yan) de Tsui Hark : Simon
- 2008 : Les Trois Royaumes de John Woo : Sun Quan
- 2009 : Les Trois Royaumes 2 de John Woo : Sun Quan
- 2010 : Here Comes Fortune (Cai shen dao) de James Yuen
- 2011 : The Blue Cornflower de Chen Ming Zhang : William
- 2012 : When Yesterday Comes (Zuo ri de ji yi), segment Healing (Mi lu) de Hsiu-Chiung Chiang : Zhen
- 2012 : Passion Island (Re ai dao) de Gan Kwok-Leung : Chull Kim
- 2012 : The Last Supper (Wang de shengyan) de Lu Chuan : Général Xin
- 2013 : The Grandmaster de Wong Kar-wai : Yixiantian "La lame"
- 2013 : Christmas Rose (Sing dan mooi gwai) de Charlie Yeung : Docteur Zhou
- 2014 : Les Trois frères / Brotherhood of Blades (Xiu chun dao) de Lu Yang : Shen Lian
- 2015 : The Assassin (聶隱娘, Nie yinniang) de Hou Hsiao-hsien : Tian Ji'an
- 2015 : Helios (Chek dou) de Longman Leung et Sunny Luk : le messager Gam Dao-Nin
- 2015 : The Master of kung-fu (Dao shi xia shan) de Chen Kaige : Boss Zha
- 2017 : Mr. Long (Ryu San) de Sabu : Long
- 2017 : Brotherhood of Blades 2 : The Infernal Battlefied (Xiu chun dao II) de Lu Yang : Shen Lian
- 2018 : Forever Young (Wu wen xi dong) de Li Fangfang : Zhang Guoguo
- 2018 : Savage (Xue bao) de Cui Siwei : Wang Kanghao
- 2020 : The Hand de Wong Kar-wai (version moyen métrage) : Zhang
- 2021 : The Soul (Ji hun) de Cheng Wei-Hao : Liang Wen-chao
- 2021 : A Garden of Camellias de Yoshihiko Ueda : Huang
- 2021 : Dune de Denis Villeneuve :  Dr. Wellington Yueh
- 2023 : Tales of Taipei
- 2023 : I Believe (Li wo yuan yi dian) de Wing Shya
- 2024 : The Embers (Yu Jin) de Chung Mong-hong : Chang Chen-tze
- 2025 : Lucky Lu de Lloyd Lee Choi  : Lu JiaCheng
- 2025 : A Writer's Odyssey 2 (Ci Sha Xiao shuo jia 2) de Lu Yang : Jiu Tian

### Clip
- 2002 : Six Days de DJ Shadow, réalisé par Wong Kar-wai : l'homme

### Publicité
- 2002 : Lacoste : La Rencontre de Wong Kar-wai (court métrage) : le garçon
- 2012 : Déjà vu de Wong Kar-wai : l'homme

### Télévision
- 2019 : Love and Destiny (Chen Xi yuan) (série télévisée) (60 épisodes) : Jiu Chen
- 2022 : Narco-Saints (série télévisée) (5 épisodes) : Chen Zhen

## Distinctions

### Récompenses
- Festival du film étudiant de Beijing 2018 : Prix du meilleur acteur pour Brotherhood of Blades 2 : The Infernal Battlefied
- Golden Horse Film Awards 2021 : Prix du meilleur acteur pour The Soul

### Nominations
- Golden Horse Film Awards 1991 : Prix du meilleur acteur pour A Brighter Summer Day
- Hong Kong Film Awards 1998 : Prix du meilleur acteur dans un second rôle pour Happy Together
- Hong Kong Film Awards 2001 : Prix du meilleur acteur dans un second rôle pour Tigre et dragon
- Golden Horse Film Awards 2005 : Prix du meilleur acteur pour Three Times
- Asian Film Awards 2007 : Prix du meilleur acteur pour The Go Master
- Hong Kong Film Awards 2010 : Prix du meilleur acteur dans un second rôle pour Les Trois royaumes 2
- Golden Horse Film Awards 2014 : Prix du meilleur acteur pour Les Trois frères / Brotherhood of Blades